# Ofensiva del sudoeste de Daraa (2017)
La Ofensiva del sudoeste de Daraa, fue una rápida operación iniciada el 20 de febrero y finalizada el 27 de febrero de 2017; se realizó por parte del Ejército Jalid ibn al-Walid con el respaldo de Estado Islámico para hacerse con el control del sudoeste de la gobernación de Daraa, que se encontraba en manos del Ejército Libre Sirio.

## Antecedentes
El territorio ya era controlado directamente por Estado Islámico quien lo perdió en 2016 ante la intervención del Ejército Libre Sirio, ese mismo año Estado Islámico decide crear el Ejército Jalid ibn al-Walid al sur de Siria, para que fueran estos los encargados de recuperar Daraa debido al debilitamiento del ELS desde la entrada de Rusia a la guerra y la pérdida de Alepo.

## Ofensiva

### Preparación del plan
El Estado Islámico se encargó de recaudar las armas y dinero para el nuevo ejército, sobornando a habitantes de los pueblos de Daraa que querían expulsar al Ejército Libre Sirio.

### Inicio de las hostilidades
El 20 de febrero el Estado Islámico comenzó a intervenir en varios pueblos cercanos de Daraa entre ellos Tasil, donde el ELS tenía armas y municiones. El Ejército Jalid ibn al-Walid entró a la fuerza al territorio ocupado, mientras tantos algunos simpatizantes de ISIS se alzaron en armas contra los ocupantes matando a varios de ellos y ocupando las mezquitas que servían como torres de vigilancia dentro de ellas también se produjeron masacres, el ejército Jalid ibn al-Walid mataba a todos los miembros de ELS que no alcanzaban a huir, algunos miembros del ELS trataron de llegar a Tasil o a otras zonas limítrofes dándose con la sorpresa de que Estado Islámico los tenía acorralado, los miembros del ELS que fueron capturados o se rindieron terminaron siendo decapitados.

## Enfrentamientos posteriores
A finales de febrero varios grupos rebeldes formaron la Sala de Operaciones de Nawa para lograr detener el avance del Ejército Jalid ibn al-Walid.
El 7 de marzo el Ejército Libre Sirio lanzó un ataque relámpago hacia Daraa, logrando ser repelido por Estado Islámico, en dicho ataque murieron 19 rebeldes.